# Sürpriz
Sürpriz är en tysk-turkisk popgrupp.

## Eurovision Song Contest
Gruppen representerade Tyskland i Eurovision Song Contest 1999 i Jerusalem. Deras bidrag, skrivet av Ralph Siegel och Bernd Meinunger, heter Reise nach Jerusalem – Kudüs'e seyahat vilket är tyska och turkiska och betyder "Resan till Jerusalem". Texten handlar om gruppens fysiska resa till tävlingen i Jerusalem, men även om leken Hela havet stormar, som på tyska heter just Reise nach Jerusalem. 
Bidraget hade egentligen kommit tvåa i den tyska uttagningen i Bremen den 14 mars 1999, men när vinnaren Corinna May med Hör den Kindern einfach zu diskvalificerades (låten hade framförts tidigare, vilket var emot reglerna) fick Sürpriz åka till Europafinalen istället. 
Väl i Jerusalem framförde de sitt bidrag på tyska, turkiska, engelska och hebreiska. Efter omröstningen slutade de på tredje plats med 140 poäng bakom Sveriges Charlotte Nilsson och Islands Selma Björnsdóttir. 
Efter att ha släppt ett musikalbum år 2000 splittrades gruppen 2002. 

## Medlemmar
- Savaş Uçar (född 26 april 1967 i Istanbul)
- Filiz Zeyno (född 28 juli 1969 i Hamburg)
- Bülent Ural (född 24 januari 1973 i München)
- Cihan "Chicco" Özden (född 9 juni 1976 i München)
- Deniz Filizmen (född 30 januari 1978 i München)
- Yasemin Akkar (född 5 oktober 1982 i München)